# Список транспортних засобів серіалу «Доктор Хто»
Нижче представлений список вигаданих транспортних засобів із британського науково-фантастичного телесеріалу «Доктор Хто».

## Космічні кораблі

### TARDIS

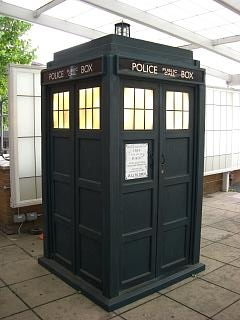
TARDIS Доктора зовні.

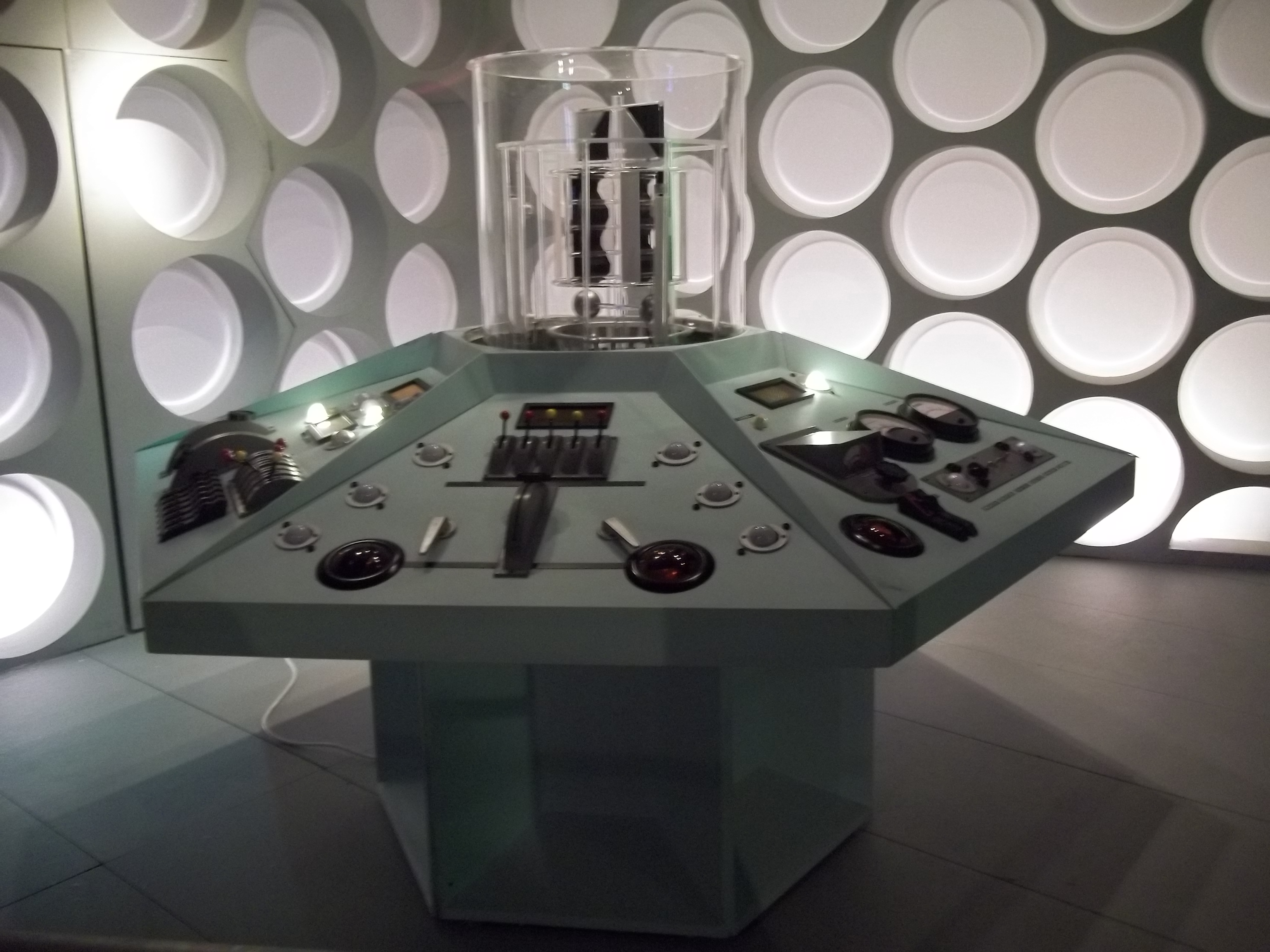
Стандартний дизайн всіх TARDIS всередині.

Так називаються космічні кораблі, здатні подорожувати також і в часі, які винайшли Володарі часу. Кораблі є живими та вирощуються в капсулах. Всередині вони більші, ніж зовні (Доктор стверджував, що TARDIS може бути безкінечною). В консольній кімнаті — центральному відділі корабля, звідки ведеться управління, можна додавати або видаляти додаткові кімнати. В TARDIS Доктора на постійній основі знаходяться кімнати для відпочинку його супутників, басейн і бібліотека. Дизайн консольної кімнати також можна змінити, за бажанням, сам корабель може зберігати попередні образи цієї кімнати. Двигуном всіх TARDIS слугує зірка. 
Окрім основної TARDIS Доктора, в серіалі були показані й інші живі кораблі Володарів Часу. Ними володіли Майстер, професор Хронотіс, Омега і Рані. У серії «Одержимий Дияволом» Доктор потрапляє на рідний  Галліфрей та викрадає нову TARDIS. Пізніше він втрачає пам'ять про свою супутницю Клару Освальд. Вона повертає йому його корабель, а на новому (який тепер виглядає зовні як закусочна) відправляється на "ще одну пригоду".

### Східний Експрес у космосі
Оригінальний «Східний Ексрес» був пасажирським потягом далекого сполучення компанії Compagnie Internationale des Wagons-Lits. У серії 2008 року «Одноріг і оса» супутниця Десятого Доктора — Донна Ноубл ненавмисне дає письменниці Агаті Крісті ідею написання твору про вбивство у цьому поїзді. У фіналі серії «Великий вибух» Одинадцятий Доктор отримує повідомлення на свій психічний папір з проханням прибути на «Східний Експрес» в космосі.
Врешті-решт, Дванадцятий Доктор і Клара Освальд потрапляють на космічний поїзд з цією назвою. Він їздить на гіперпросторових стрічках. Його зовнішній вигляд характеризується повним повторенням образу оригінального «Експресу» (з деякими механічними упущеннями, наприклад, двигун для роботи в космосі). На борту поїзда з'являється міфічна мумія Провісник, яка вбиває його пасажирів та яку бачить тільки сама жертва. Пізніше виявляється, що штучний інтелект «Гас» спеціально зібрав вчених у поїзді, щоб дослідити і зупинити Провісника. Доктор навмисне стає жертвою мумії, говорить "Я здаюсь!" і дізнається, що мумія колись була солдатом, який так і не дочекався наказу залишити повноваження. Тепер він покидає службу і розсипається. Доктор евакуйовав пасажирів у свою TARDIS, а сам прагнув запитати у «Гаса» хто замовив збір вчених, але комп'ютер виходить з ладу, що зумовлює вибух потяга.

## Моторні транспортні засоби

### Бессі
Головним засобом транспорту на Землі Третього Доктора був жовтий автомобіль з фіктивним номером WHO-1. Вперше він з'явився в історії Доктор Хто і Силуаріанці, а його остання регулярна поява відбулася в серії з Четвертим Доктором Робот. Після від'їзду Четвертого Доктора з Землі, бригадир Ледбрідж-Стюарт помістив авто до "резервного флоту". Бессі знову фігурує у спецвипуску «П'ять Докторів», серії Поле бою із Сьомим Доктором, де він має номер WHO-7 (тільки для цієї появи) і спецвипуску в честь 30-річчя серіалу Виміри в часі.
Бессі є одним із ста автомобілів, виготовлених винахідником, що працює в Англії. Він використовував Ford 103E Populars як основу із склопластикових кузовів. Ці автомобілі комплектуються як автомобілі Siva Edwardian, доступні як дво-, так і чотиримісні. [Архівовано 27 вересня 2019 у Wayback Machine.] Бессі побудували за 500 фунтів. Деякий час авто представляли на Doctor Who Experience в Кардіфф-Бей, потім у вересні 2017 року він постійно демонструвався в Національному музеї автомобілів (Б'юлі).

### Хтомобіль
Whomobile (укр. Хтомобіль) являв собою двомісне судно на повітряній подушці, що офіційне мало назву "Прибулець". Ним користувався Третій Доктор. Вперше транспорт з'явився в серії Вторгнення динозаврів, а востаннє — у Планеті павуків. В серіалі його просто називали "машиною Доктора" і був здатний до повітряного польоту. Реєстраційний номер — WVO 2M. Він був побудований Пітом Феррісом для Пертві у 1973 році. Хтомобіль був повністю керований та розганявся до швидкості 169 км/год на дорогах загального користування. Проданий на аукціоні в 1980-х за 1700 фунтів стерлінгів (еквівалентно 7160 фунтам станом на 2018 рік).

### Антигравітаційний мотоцикл
Одинадцятий Доктор використав його в серії «Дзвони Святого Івана», коли він вирішив не брати TARDIS для гонитви за роботами Великого Інтелекту. Тоді Доктор познайомився зі своєю майбутньою супутницею Кларою Освальд. Як було показано в спецвипуску до 50-річчя серіалу «День Доктора», антигравітаційний мотоцикл дістався Кларі. Головний герой згадав, що отримав цей транспорт після участі в Антигравітаційних Олімпійських Іграх 2074 року. Там він посів останнє місце.

## Летючі види транспорту

### Стрімкий
Стрімкий (англ. Valiant) є повітряним авіаносцем, розробленим UNIT за участю Гарольда Саксона (Майстра) — тодішнього міністра оборони Великої Британії. Він оснащений зменшеною зброєю Інституту Торчвуд (подібна на ту, що знищила корабель сікораксів у «Різдвяному вторгненню»).

### Ракета «Утопія»
Майстер під виглядом Професора Яни будував ракети для людей, що залишись живими у 100-трильйонному році в майбутньому. Ракета повинна була доставити їх до міфічної Утопії, де вони зможуть врятуватись. Врешті-решт всі люди були перетворені на токлафанів та послані в сучасний час в якості армії Майстра.